# Paul Werkmeister
Paul Georg August Werkmeister (* 9. April 1878 in Stuttgart; † 12. Dezember 1944 ebenda) war ein deutscher Vermessungsingenieur und Hochschullehrer an der Technischen Hochschule Dresden.

## Leben
Werkmeister legte in Stuttgart das Abitur ab und begann eine dreijährige Lehre als Vermessungstechniker mit einem Praxisjahr bei einem Katastergeometer. Ab 1897 studiert er Geodäsie und angewandte Mathematik an der Technischen Hochschule Stuttgart und erwarb 1902 das Diplom. Im Jahre 1902 war er einer der Stifter des Stuttgarter Wingolf. Später trat er auch der Wingolfsverbindung Argentina Straßburg und dem Dresdener Wingolf bei. Ernst von Hammer wurde sein Lehrer, bei dem er Assistent wurde. Nach einer einjährigen Tätigkeit in der Württembergischen Kommission für die Internationale Erdmessung trat er 1903 in die Topographische Abteilung des Württembergischen Statistischen Landesamts in Stuttgart ein. Im Sommersemester 1907 vertrat er den Professor für praktische Geometrie an der Technischen Hochschule Stuttgart. Dann ging er an die Kaiserlich Technische Schule in Straßburg. 1912 promovierte er an der Technischen Hochschule Karlsruhe mit einer Dissertation über das württembergische Präzisionsnivellement zum Dr.-Ing.
1915 meldete er sich während des Ersten Weltkriegs als Freiwilliger zum Heer und war in den Vermessungstruppen eingesetzt.
1918 kam das damalige Reichsland Elsaß-Lothringen wieder zu Frankreich und Werkmeister ging er als Lehrbeauftragter der Vermessungskunde an die Technische Hochschule Berlin-Charlottenburg. 1919 wurde er Lehrer für Trigonometrie an der Höheren Maschinenbauschule in Eßlingen am Neckar und hatte dafür auch einen Lehrauftrag an der Technischen Hochschule Stuttgart. 1922 habilitierte er sich dort für wissenschaftliches Rechnen und lehrte als Privatdozent die Nomografie und ihre Anwendung im Vermessungswesen.
1925 folgte Werkmeister Bernhard Pattenhausen als Ordinarius für Vermessungskunde und Direktor des Geodätischen Instituts mit Observatorium an der Technischen Hochschule Dresden. Eine schwere Erkrankung erzwang 1938 die vorzeitige Emeritierung. 
1918 wurde Werkmeister Mitglied er DVP und 1933/4 des Nationalsozialistischen Deutschen Frontkämpferbunds. Im November 1933 unterzeichnete er das Bekenntnis der deutschen Professoren zu Adolf Hitler. Er war Mitglied im Vorstandsrat des Deutschen Museums in München und des Sächsischen Technischen Oberprüfungsamts. Als Mitglied im Beirat für das Vermessungswesen beim Reichsministerium des Innern in Berlin beeinflusste er das Projekt der Deutschen Grundkarte 1:5000 und auf die Neuordnung des Vermessungsgewerbes.

## Schriften
- Lexikon der Vermessungskunde. Berlin 1943.
- Praktisches Zahlenrechnen. Berlin 1945.